# نووکابانوو
نووکابانوو (انگلیسی: Novokabanovo) یک شهرک در شهرستان کراسنوکامسکی استان باشقیرستان کشور روسیه است.